# Ebi Smolarek
 Der er for få eller ingen kildehenvisninger i denne artikel, hvilket er et problem. Du kan hjælpe ved at angive troværdige kilder til de påstande, som fremføres i artiklen.

Euzebiuz “Ebi” Smolarek (født 9. januar 1981 i Lodz, Polen) er en polsk fodboldspiller. Smolarek er søn til en anden professionel fodboldspiller, Włodzimierz Smolarek.

## Klubarriere
Han startede sin karriere i Feyenoord i 2000. Han spillede der til 2004. Han spillede i alt 68 kampe og scorede 12 mål.
Efter ophold i Feyenoord tog han til Borussia Dortmund, først på en lejekontrakt, men bagefter på fuldtid, hvor han spillede frem til 2007. Han opnåede 79 kampe for klubben og scorede 25 mål.
Efter det 3 år lange ophold i Dortmund tog han til Racing de Santander, hvor han spillede indtil 2008. Han opnåede 34 kampe og scorede 4 mål.
Efter skuffelsen i Racing, tog han på en lejekontrakt til Bolton. Han nåede at spille 12 kampe for Bolton og scorede ikke.

## Landsholdskarriere
Han startede på det polske landshold i 2002 og fik debut den 13. februar mod Nordirland. Siden den kamp har han spillet 47 landskampe og scoret 20 mål.